# Полова

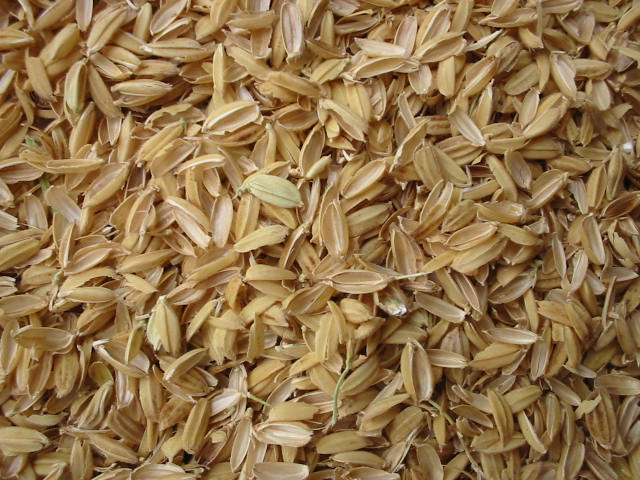
Рисова полова

Поло́ва — відходи при обмолочуванні й очищуванні (провіюванні) зерна хлібних злаків, льону та деяких інших культур, що складаються з колоскових лусок, квіткових плівок, остюків та ін.
Слово «полова» походить від прасл. *pelva, спорідненого з *pelvelъ («бур'ян», «плевел») і *pelti («полоти»).
Полова утворюється при обмолочуванні колосся і відділяється від зерна віянням, що може здійснюватися вручну, віялкою, складною (обладнаною віялками) молотаркою або зернозбиральним комбайном.
Для зберігання полови будували пелевні («половні», «пелевники», «половники») — прибудови до стодол або окремі споруди. Полову могли також зберігати в стодолах (які в деяких місцевостях також звалися пелевнями). Засіки для полови називалися половниками.

## Використання
Полова використовується як корм для тварин. При цьому застосовується метод термічної або механічної переробки полови. Разом з соломою полова називається токовими кормами. Необроблена полова в жуйних тварин може спричинити засмічення книжки (що призводить до смерті), тому її піддають термічній обробці — пропарюванню. Для цього пересипану пошарово висівками або макухою в особливих чанах полову заливають окропом. Застосовується також силосування, іноді разом із соковитими кормами.
Полова використовується як наповнювач при виготовленні саманної цегли, а також (разом з соломою) — як добриво для поповнення вмісту органічної речовини в ґрунті.

## У культурі
Оскільки полова є відходом при обробці зерна, слово «полова» можуть вживати в переносному значенні, коли йдеться про щось непотрібне, погане, нікудишнє, нікчемне.

### У Біблії
У Євангелії від Матвія (3:12) правидників та грішників порівнюють з пшеницею та половою, Бога — з господарем току, який провіюватиме пшеницю. Іван Хреститель каже фарисеям і садукеям наступне:
|  | 10 Ось сокира вже при корінні дерев. Кожне дерево, яке не приносить добрих плодів, буде зрубане й кинуте у вогонь. 11 Я хрещу вас водою, бо ви покаялись, але за мною йде сильніший від мене, і я не достойний зняти з нього сандалії. Він хреститиме вас святим духом і вогнем. 12 В його руці віяльна лопата. Він повністю вичистить свій тік і позбирає пшеницю до комори, а полову спалить у невгасимому вогні. |

У Псалмі (1:4) грішників теж порівнюють з половою:
|  | 4 А з грішниками буде не так: їх вітер розвіє, наче полову. 5 Тому неправедні на суді не будуть оправдані, і грішники не залишаться серед громади праведних. |

У Псалмі (35:5) перемогу над супротивниками порівнюють з розпорошенням полови на вітрі:
|  | 1 Єгово, захисти мене на суді від моїх супротивників, воюй з тими, хто воює зі мною ... 5 Нехай стануть вони як полова на вітрі і хай ангел Єгови їх розпорошить. |

У Книзі пророка Ісаї (17:13) втечу ворогів порівнюють з розпорошенням полови на вітрі:
|  | Галасують племена, як гуркіт міцної води, та Він їм погрозить, і кожен далеко втече, і буде гнаний, немов та полова на горах за вітром, і мов перед вихром перекотиполе... |

### Прислів'я
- Рідна мова — не полова: її за вітром не розвієш.
- Слово — не полова, язик — не помело.
- Обмова — полова: вітер її рознесе, але й очі засипле.
- Слова — полова, а праця — диво.
- Мудрої книги мова — не полова.
- Старого горобця на полові не обдуриш.
- Полову їсть, а фасону не втрачає (не теря).
- З дурнем вести розмову — що віять полову.